# Покажи мені любов
«Покажи мені любов» («Чортів Омоль», швед. Fucking Åmål) — мелодрама шведського кінорежисера Лукаса Мудіссона про перші романтичних переживаннях двох школярок, які живуть у провінційному містечку Омоль. У сюжеті зачіпаються питання взаємовідносин підлітків, одностатевих стосунків, сексуальної самоідентифікації підлітків і толерантності до гомосексуальності. Лауреат двох премій Берлінського кінофестивалю, володар чотирьох нагород «Золотий жук» (вищої національної кінопремії Швеції) в номінаціях «найкращий фільм», «найкраща режисура», «найкращий сценарій» і «найкраща акторка»; останній приз поділили виконавиці головних ролей, юні акторки Олександра Дальстрой і Ребекка Лілєберг.
У березні 2016 року фільм увійшов до рейтингу 30-ти найвидатніших ЛГБТ-фільмів усіх часів, складеному Британським кіноінститутом (BFI) за результатами опитування понад 100 кіноекспертів, проведеного до 30-річного ювілею Лондонського ЛГБТ-кінофестивалю BFI Flare.

## Зміст
«Fucking» Омоль — маленьке провінційне містечко в Швеції, де живуть героїні. Красуня Елін — найпопулярніша дівчина школи. Ходять чутки, що вона вже переспала з усіма хлопцями. У красуню одночасно закохані симпатичний, сором'язливий хлопчик Юхан і розумна, але «дивна» дівчинка Агнес, з якою в школі ніхто не дружить. Та їхня обраниця Елін сама не знає, чого хоче, крім, напевно, одного — бути не такою, як усі, вирватися з глухого Омоля туди, де кипить «справжнє», велике і яскраве життя.

## Ролі
| Актор                | Роль                       |
| -------------------- | -------------------------- |
| Александра Дальстрем | Елін                       |
| Ребекка Лілєберг     | Агнес                      |
| Еріка Карлсон        | Джессіка, сестра Елін      |
| Матіас Руст          | Юхан                       |
| Стефан Херберг       | Маркус, друг Джесіки       |
| Юсефін Нюберг        | Вікторія                   |
| Ральф Карлссон       | батько Агнес, Олоф         |
| Марія Хедборг        | мати Агнес, Карін          |
| Аксель Відегрен      | молодший брат Агнес, Оскар |
| Йіль Унг             | мати Елін, Биргитта        |

## Створення фільму
Хоча назва фільму відсилає до маленького шведського містечка Омоль, розташованого поблизу кордону з Норвегією, тільки кілька сцен з фільму, причому котрі не увійшли в картину, були зняті в Омоль, а більша частина — в розташованому неподалік Тролльгеттані, де розташована кіностудія Film i Väst.

## Нагороди
| Нагороди                                           | Нагороди | Нагороди                                                        | Нагороди                                                              | Нагороди                                                                         |
| -------------------------------------------------- | -------- | --------------------------------------------------------------- | --------------------------------------------------------------------- | -------------------------------------------------------------------------------- |
| Фестиваль / Премія                                 | Рік      | Нагорода                                                        | Категорія                                                             | Переможець                                                                       |
| Amanda Awards, Norway                              | 1999     | Amanda                                                          | Найкращий іноземний фільм                                             | Лукас Мудіссон                                                                   |
| Atlantic Film Festival                             | 1999     | International Award                                             | Best International Feature                                            | Лукас Мудіссон                                                                   |
| Берлінський кінофестиваль                          | 1999     | C.I.C.A.E. Award — Recommendation «Тедді»                       | Panorama Best Feature Film                                            | Лукас Мудіссон                                                                   |
| British Film Institute Awards                      | 1999     | Sutherland Trophy — Special Mention                             |                                                                       | Лукас Мудіссон                                                                   |
| Brothers Manaki International Film Festival        | 1999     | Special Jury Award                                              |                                                                       | Уль Брантас                                                                      |
| Cinema Jove — Valencia International Film Festival | 1999     | Golden Moon of Valencia                                         |                                                                       | Лукас Мудіссон                                                                   |
| Flanders International Film Festival               | 1999     | Student Jury Award                                              |                                                                       | Лукас Мудіссон                                                                   |
| GLAAD Media Awards                                 | 2000     | GLAAD Media Award                                               | Outstanding Film (Limited Release)                                    | «Покажи мені любов»                                                              |
| «Золотий жук»                                      | 1999     | Золотий жук                                                     | Найкраща акторка Найкращий режисер Найкращий фільм Найкращий сценарій | Олександра Дальстрой Ребекка Лілєберг Лукас Мудіссон Ларс Йонссон Лукас Мудіссон |
| Кінофестиваль у Карлових Варах                     | 1999     | Приз глядацьких симпатій Приз «Дон Кіхот» Спеціальний приз журі |                                                                       | Лукас Мудіссон                                                                   |
| Київський міжнародний кінофестиваль «Молодість»    | 1999     | Приз за найкращий фільм Приз ФІПРЕССІ Приз молодіжного журі     |                                                                       | Лукас Мудіссон                                                                   |
| Роттердамський кінофестиваль                       | 2000     | MovieZone Award                                                 |                                                                       | Лукас Мудіссон                                                                   |
| Премія «Боділ»                                     | 2000     | Приз за найкращий неамериканський фільм                         |                                                                       | Покажи меню любов                                                                |

## Прокат
Приблизно один мільйон шведів з дев'ятимільйонним населенням Швеції подивилися цей фільм. За межами Швеції фільм також був дуже успішний — він вийшов в прокат в понад 20 країнах світу, що є безсумнівним досягненням для шведського кінематографа. Оскільки оригінальна назва фільму (Fucking Åmål) містить обсцінну лексику, для прокату в англомовних країнах довелося змінити його — Лукас Мудіссон вибрав рядок з пісні в кінці фільму, Show Me Love (Покажи мені любов). Прокатні назви на інших мовах: Raus aus Åmål (Геть з Омоль), Descubriendo el Amor (Відкриваючи любов), Amigas de Colégio Шкільні друзі), Láska je láska (Любов є любов).

## Знімальна група
- Режисер — Лукас Мудіссон
- Сценарист — Лукас Мудіссон
- Продюсер — Ларс Йонссон